# Gottfried Fabian

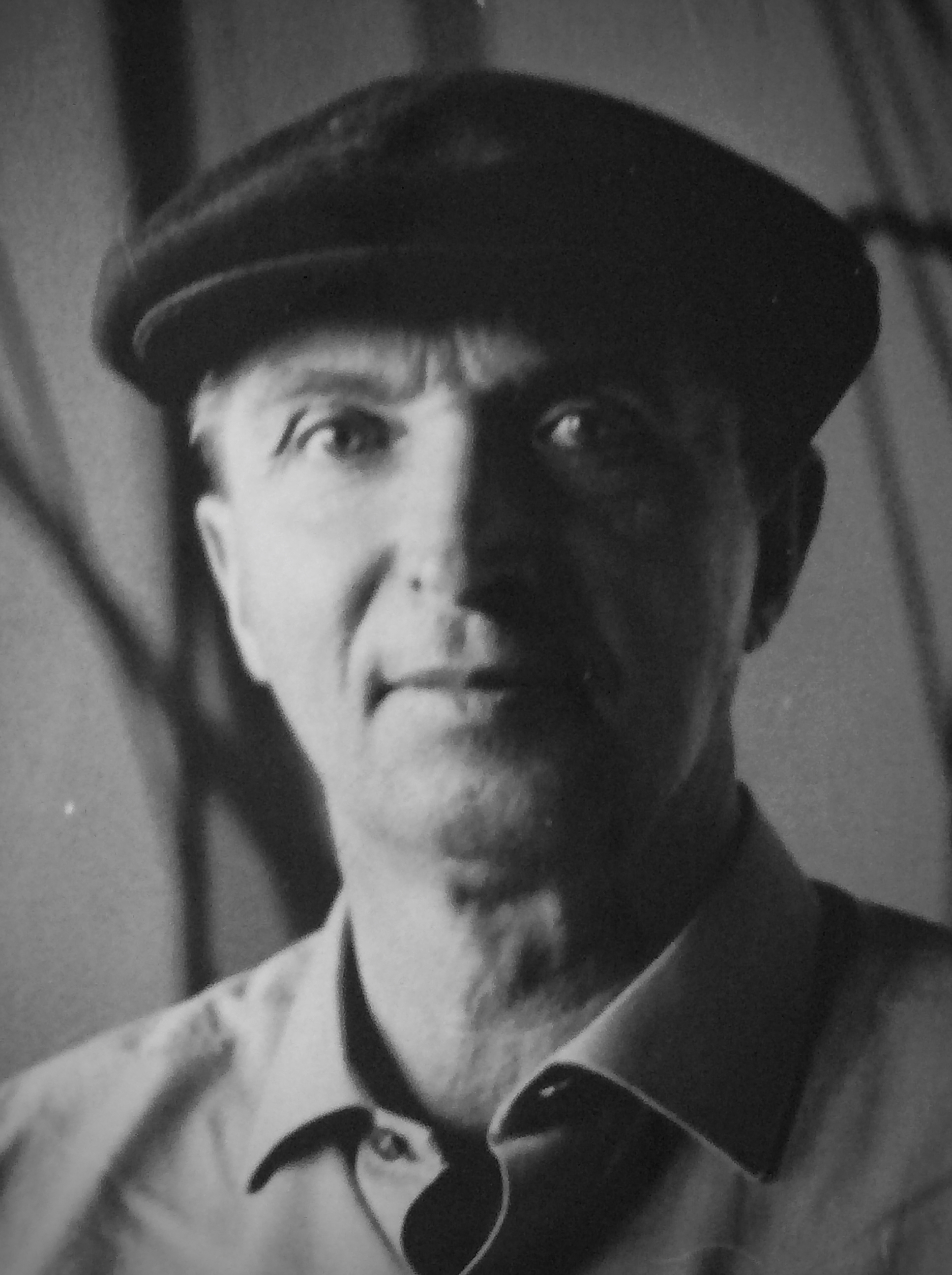
Gottfried Fabian, 1956

Gottfried Fabian (* 22. Juni 1905 in Blasewitz, Königreich Sachsen; † 30. Mai 1984 in Voitsberg, Österreich) war ein deutsch-österreichischer Maler und Grafiker.

## Biographie
Nach Absolvierung des Humanistischen Gymnasiums in Dresden immatrikulierte sich Gottfried Fabian 1924 gemeinsam mit Hans Hartung, mit dem er schon seit der Schulzeit befreundet war, an der Universität Leipzig, kehrte aber nach einem Jahr wieder nach Dresden zurück und setzte dort seine Studien an der Akademie der Künste, der Akademie für Kunstgewerbe und an der Technischen Hochschule fort. Sein Staatsexamen als Kunsterzieher erwarb er 1930 und war von 1932 bis 1939 als Maler, Zeichner und Lehrer in Dresden tätig. Bereits ab 1923 beteiligte er sich an Ausstellungen des Sächsischen Kunstvereins. 1937 heiratete er Emma Körbitz, die eine Ausbildung als Keramikerin an der Kunstgewerbeschule in Graz gemacht hatte.
Zu Beginn des Zweiten Weltkrieges erfolgte der Eintritt in den Militärdienst (mit mehreren Einsätzen an der Front), 1945 geriet er in jugoslawische Kriegsgefangenschaft, aus der er erst Ende Dezember 1948 entlassen wurde. Er kehrte nicht nach Deutschland zurück, sondern ließ sich in Voitsberg in der Steiermark nieder, wo bereits seine Frau mit dem fünfjährigen Sohn lebte. Neben der Tätigkeit in einem Ziegelwerk, das sich im Besitz des Schwiegervaters befand und dessen Leitung er später übernahm, widmete er sich mit großer Energie wieder seiner künstlerischen Arbeit, wobei sich ein markanter Übergang von der rein figurativen Malerei zur Abstraktion vollzog. Der Anschluss an die zeitgenössische Moderne gelang durch die Vermittlung von Willem Sandberg, der ihm 1956 die Beteiligung an einer repräsentativen Ausstellung österreichischer Künstler im Stedelijk Museum Amsterdam ermöglichte.

„Fabian versucht nie zu schmeicheln, ein richtiger Puritaner, Einzelgänger, unabhängig überwindet er jede Ästhetik und entwickelt eine selbständige Bildsprache. –

Bilder, immer bewegt, die Handschrift manchmal nervös, heftig, ungestüm, dann wieder ganz ruhig, klar und direkt, betrachtend erleben wir Regungen der Seele, Auseinandersetzungen, Streit, Blitz, Gewitter und daneben friedliche Anmut zusammen: eine Autobiographie, die keine Begebenheiten notiert, aber Zustände festlegt für ihn und für uns.“

Von 1960 bis 1977 war er Mitglied der Grazer Sezession, mit Hans Hartung in Paris stand er nach jahrelanger Unterbrechung, die durch Krieg und Gefangenschaft bedingt war, wieder in freundschaftlicher Verbindung. Im Jahre 1963 wurde ihm die österreichische Staatsbürgerschaft verliehen. Sein künstlerisches Schaffen fand nicht nur durch Ausstellungen im In- und Ausland, sondern auch durch Auszeichnungen des Landes hohe Anerkennung. Im letzten Lebensjahrzehnt konnte er dank seiner besonderen Initiative noch die Gründung der Künstlervereinigung „Gruppe 77“ (benannt nach dem Entstehungsjahr 1977) realisieren. Gemeinsam mit Hans Hartung und Anna-Eva Bergman wurde 1985 eine Ausstellung im Musée Picasso in Antibes veranstaltet, die er aber nicht mehr selbst erleben konnte, da er im Mai 1984 in Voitsberg starb.

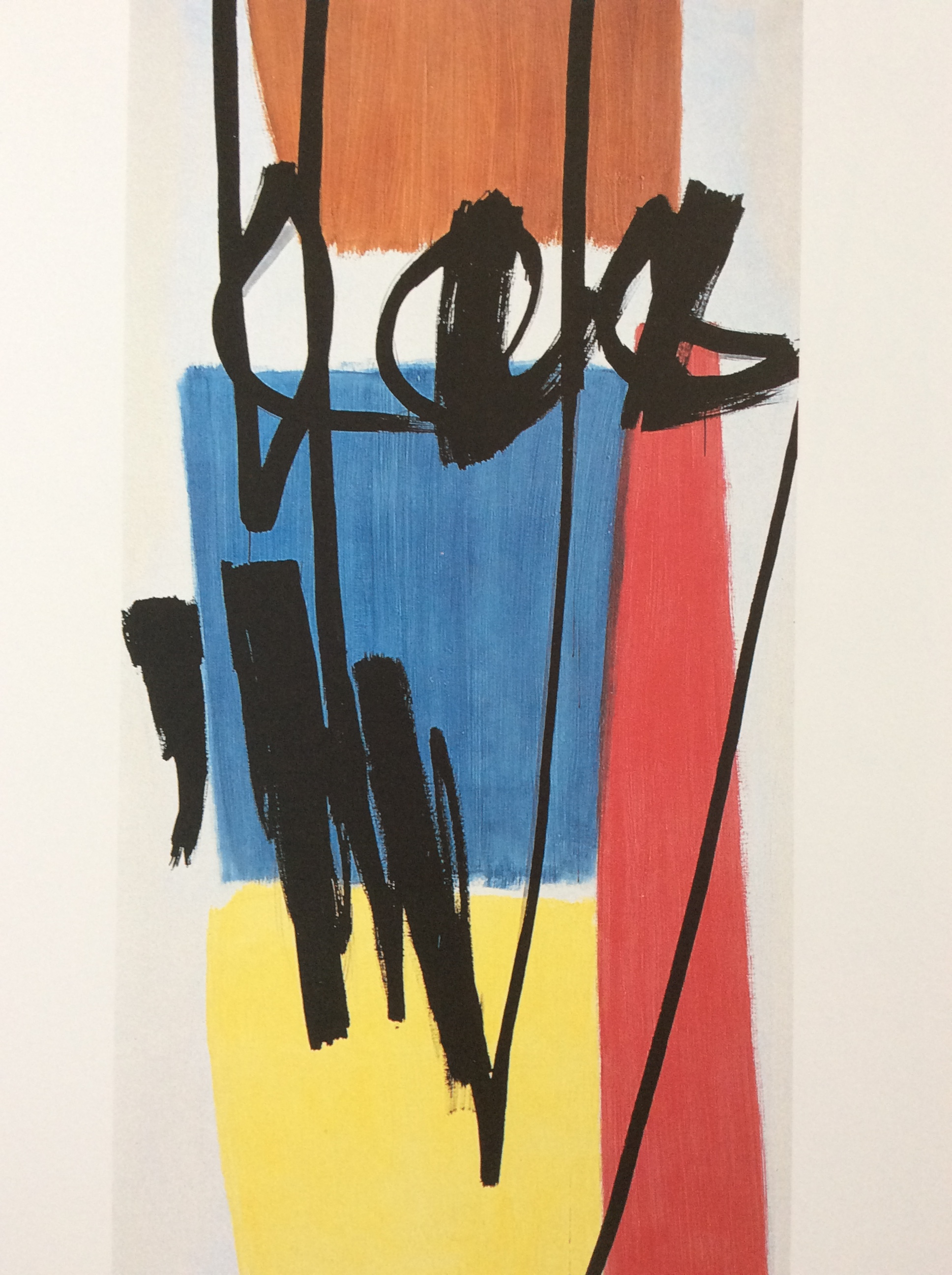
Gottfried Fabian malt den Steirischen Herbst an

## Auszeichnungen
- 1956 Ehrenmedaille der Stadt Graz[6]
- 1961 Joanneum-Kunstpreis für zeitgenössische Malerei, Graz[7]
- 1968 Kunstpreis der Stadt Köflach[8]
- 1977 Würdigungspreis des Landes Steiermark für bildende Kunst[9]

## Werke in öffentlichen Sammlungen
- Graphische Sammlung Albertina, Wien[10]
- Graphiksammlung Louvre, Paris
- Israel Museum, Jerusalem
- Lentos Kunstmuseum Linz[11]
- Musée Picasso, Antibes[12]
- Museum des XX. Jahrhunderts, Wien[13]
- Museum Liaunig, Neuhaus/Kärnten[14]
- Museum Moderner Kunst Stiftung Ludwig Wien[15]
- Neue Galerie am Landesmuseum Joanneum, Graz[16]
- Stedelijk Museum, Amsterdam

## Ausstellungen

Gottfried Fabian malend

- 1923: Sächsischer Kunstverein Dresden (1. Ausstellung)
- 1956: Stedelijk Museum Amsterdam
- 1957: Galerie Arnaud, Paris
- 1960: «Austrian Painting», London
- 1963: «Trigon 63», Graz[17]
- 1963: Galerie im Griechenbeisl, Wien
- 1965: «Trigon 65», Graz[18]
- 1966: Galerie im Griechenbeisl, Wien[19]
- 1968: Galerie Dr. Eder, Köflach[20]
- 1968: Städtische Kunstgalerie, Bochum
- 1970: Galleria d’Arte, Venezia
- 1971: Galerie im Griechenbeisl, Wien[21]
- 1975: Neue Galerie am Landesmuseum Joanneum, Graz[22]
- 1978: modern art galerie, Wien
- 1980: Galerie Alberstraße – Droschl, Graz
- 1980: Galerie Carinthia, Klagenfurt
- 1982: Galerie Dr. Eder, Köflach
- 1982: Künstlerhaus, Graz
- 1983: Galerie Carinthia, Klagenfurt
- 1984: Stadtmuseum, Graz (gemeinsam mit F. Wittig)
- 1985: Musée Picasso, Antibes (gemeinsam mit H. Hartung & A.-E. Bergman)[23]
- 1985: Neue Galerie am Landesmuseum Joanneum, Graz
- 1985: Galerie Carinthia, Ossiach
- 1985: «art’ 16», Basel (Galerie Carinthia)
- 1993: Galerie Leonhard, Graz
- 1995: Galerie Leonhard, Graz
- 2002: Galerie Leonhard, Graz[24]
- 2002: Galerie an der Fabrik, Spital am Pyhrn[25]
- 2003: Galerie an der Fabrik, Spital am Pyhrn (gemeinsam mit Hannes Schwarz)[26]
- 2005: Galerie Contact, Wien
- 2005: Kunsthaus Köflach (Gesamtwerk zum 100. Geburtstag)
- 2007: artmark Galerie, Wien
- 2005–2017: Galerie Leonhard, Graz (regelmäßige Ausstellungstätigkeit)[24]
- 2017: artmark Galerie, Wien (30 Jahre artmark)[27]
- 2018: Neue Galerie Graz, Kunst-Kontroversen. Steirische Positionen 1945–1967 (Gruppenausstellung)[28]